# Meijers vlaggetje

Een schaakklok met rode vlaggetjes

Meijers vlaggetje is het extra wijzertje in analoge wedstrijdklokken dat het exacte moment aangeeft dat een uur verstreken is. Dit vlaggetje is in 1899 door de Nederlander H.D.B. Meijer uitgevonden om een einde te maken aan discussies die er destijds tijdens schaakpartijen waren over het al dan niet verstrijken van speeltijd. Klokjes die met zo'n vlaggetje uitgerust zijn worden ook wel schaakklokken met Meijers systeem genoemd.
Deze uitvinding werd voor het eerst in gebruik genomen in de internationale schaakwedstrijd van 1899, te Amsterdam. Het Meijers systeem sloeg aan en is tot het internationale schaakjargon doorgedrongen. Zelfs in de digitale tijdperk waar nauwelijks nog gebruikgemaakt wordt van analoge wedstrijdklokken en het vlaggetje dus overbodig is geworden, wordt van "door de vlag gaan", of "het vlaggetje is gevallen" gesproken wanneer iemands speeltijd is verstreken. In het Engels spreekt men van flagging wanneer iemand zijn tegenstander op tijd probeert te laten verliezen.